# Zabrđe, Cetinje
Zabrđe este un sat din comuna Cetinje, Muntenegru. Conform datelor de la recensământul din 2003, localitatea are 148 de locuitori (la recensământul din 1991 erau 223 de locuitori).

## Demografie
În satul Zabrđe locuiesc 93 de persoane adulte, iar vârsta medie a populației este de 25,8 de ani (27,0 la bărbați și 24,6 la femei). În localitate sunt 40 de gospodării, iar numărul mediu de membri în gospodărie este de 3,70.
|  |

| Demografie | Demografie | Demografie |
| An         | Locuitori  | Locuitori  |
| ---------- | ---------- | ---------- |
|            |            |            |
|            |            |            |
|            |            |            |
|            |            |            |
| 1948       | 30         |            |
| 1953       | 34         |            |
| 1961       | 39         |            |
| 1971       | 16         |            |
| 1981       | 19         |            |
| 1991       | 223        | 223        |
| 2003       | 148        | 148        |

| \| Componența etnică conform recensământului din 2003[2] \| Componența etnică conform recensământului din 2003[2] \| Componența etnică conform recensământului din 2003[2] \| Componența etnică conform recensământului din 2003[2] \| Componența etnică conform recensământului din 2003[2] \| \| ----------------------------------------------------- \| ----------------------------------------------------- \| ----------------------------------------------------- \| ----------------------------------------------------- \| ----------------------------------------------------- \| \| \| \| \| \| \| \| Romi \| Romi \| \| 110 \| 74,32% \| \| Muntenegreni \| Muntenegreni \| \| 25 \| 16,89% \| \| Sârbi \| Sârbi \| \| 3 \| 2,02% \| \| Musulmani \| Musulmani \| \| 3 \| 2,02% \| \| necunoscută \| necunoscută \| \| 7 \| 4,72% \| |              |  |     |        |
| Componența etnică conform recensământului din 2003 |              |  |     |        |
| |              |  |     |        |
| Romi | Romi         |  | 110 | 74,32% |
| Muntenegreni | Muntenegreni |  | 25  | 16,89% |
| Sârbi | Sârbi        |  | 3   | 2,02%  |
| Musulmani | Musulmani    |  | 3   | 2,02%  |
| necunoscută | necunoscută  |  | 7   | 4,72%  |